# Emmy von Egidy

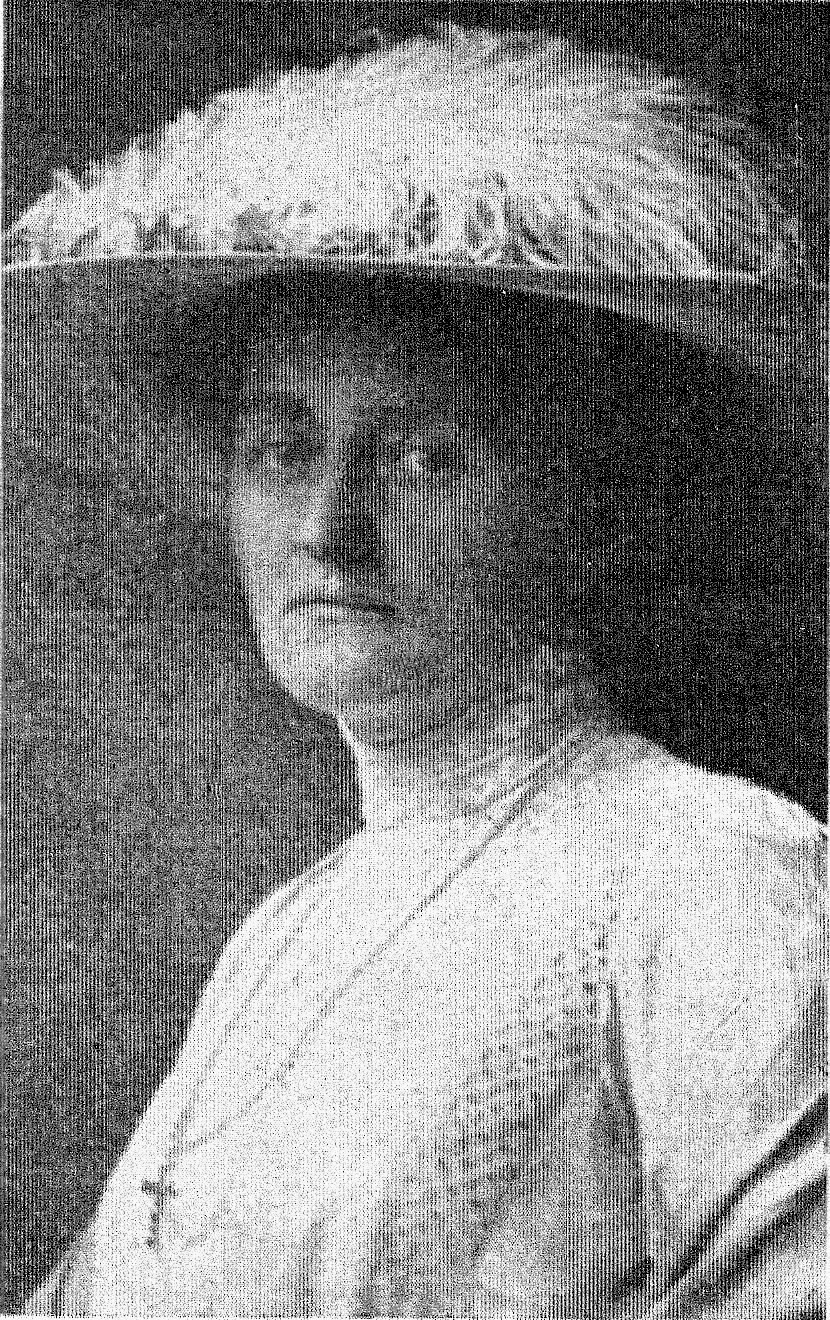
Emmy von Egidy (vor 1911)

Emmy von Egidy (vollständiger Name Luise Charlotte Alexandrine Emma von Egidy; * 5. April 1872 in Pirna; † 1. Dezember 1946 in Weimar) war eine deutsche Bildhauerin und Schriftstellerin.

## Leben
Emmy von Egidy war die Tochter des Sozialethikers Moritz von Egidy und seiner Frau Luise geb. von Götz. In den Anfängen des modernen Kunstgewerbes war sie für die Vereinigten Werkstätten für Kunst im Handwerk in München tätig. 1904 stellte sie Bildwerke auf der Großen Kunstausstellung in Dresden vor. Sie schrieb außerdem Romane zur Frauenfrage und Eheproblematik, die in mehreren Auflagen erschienen.
Emmy von Egidy war mit Clara Westhoff befreundet. Als sich Rainer Maria Rilke 1919 in Basel aufhielt, wurde er durch Egidy in die Basler Gesellschaft eingeführt.

## Werke (Auswahl)
Prosa
- Marie-Elisa. Roman. Pierson Verlag, Dresden 1898, OCLC 985129952.
- Mensch unter Menschen. Roman. Pierson Verlag, Dresden 1900, OCLC 68163196.
- Ilse Bleiders. Roman. S. Fischer Verlag, Berlin 1902, OCLC 68163188.
- Erschwiegen. Roman. Pierson Verlag, Dresden 1903, OCLC 247870527.
- Liebe, die enden konnte. Roman. S. Fischer Verlag, Berlin 1907, OCLC 603825715.
- Im Moderschlößchen. Roman. S. Fischer Verlag, Berlin 1909, OCLC 246757787.
- Die Prinzessin vom Monde. Zwei Novellen. S. Fischer Verlag, Berlin 1911, OCLC 250516493.
- Mathias Werner. Roman. S., Fischer Verlag, Berlin 1913, DNB 579328481.

Sachbuch
- Christoph Moritz von Egidy. Werden, Sein und Wirken. Den Enkeln zugeeignet zum 90. Geburtstag ihres Großvaters. Selbstverlag, Weimar 1935–1936, OCLC 312493485.

## Ausstellungen
- Evas Töchter. Münchner Schriftstellerinnen und die moderne Frauenbewegung. 1894–1933. Ausstellung in der Monacensia im Hildebrandhaus vom 14. März bis 16. September 2018, kuratiert von Ingvild Richardsen (Emmy von Egidy gehörte zu den Protagonistinnen der Ausstellung)
- Die modernen Frauen des Atelier Elvira in München und Augsburg 1887–1908, Kunstsammlungen Augsburg, Grafisches Kabinett, 25. Juni bis 25. September 2022, kuratiert u. a. von Ingvild Richardsen (Emmy von Egidy war Teil der Ausstellung)[2]
- Emmy von Egidy (1872-1946), Keramik-Museum Bürgel, 19. November 2022 bis 23. April 2023[3]